# Leonardo Yuzon Medroso

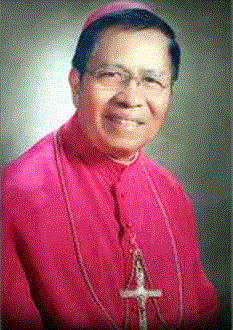
Leonardo Yuzon Medroso, 2015

Leonardo Yuzon Medroso (* 6. November 1938 in Ormoc City, Provinz Leyte, Philippinen) ist ein philippinischer Geistlicher und emeritierter römisch-katholischer Bischof von Tagbilaran.

## Leben
Leonardo Yuzon Medroso empfing am 30. März 1963 die Priesterweihe für das Bistum Palo.
Papst Johannes Paul II. ernannte ihn am 18. Februar 1986 zum Bischof von Borongan. Die Bischofsweihe spendete ihm der Apostolische Nuntius auf den Philippinen, Erzbischof Bruno Torpigliani, am 17. März 1987; Mitkonsekratoren waren die emeritierten Bischöfe von Borongan, Godofredo Pedernal Pisig und Nestor Celestial Cariño.
Papst Benedikt XVI. ernannte ihn am 17. Oktober 2006 zum Bischof von Tagbilaran und er wurde am 14. Dezember desselben Jahres in das Amt eingeführt.
Papst Franziskus nahm am 13. Oktober 2016 seinen altersbedingten Rücktritt an.